# Lianbuquan
Lianbuquan (Pinyin)), Lien pu ch'uan (Wade-Giles), in cinese viene scritto in due maniere differenti 练步拳 e 连步拳 che in italiano significano rispettivamente "Pugilato per allenare le posizioni" e "Pugilato delle posizioni concatenate". 
Questa è una forma che è stata utilizzata nella Zhongyang guoshu guan di Nanchino ed in origine sarebbe stata Shaolin Longquan.
L'esercizio si compone di 3 Duan per un totale di 36 shi (figure).
In Italia all'interno della scuola fondata da Chang Dsu Yao si usa impropriamente questo nome per indicare una forma semplificata di Meihuaquan.